# Сяолунминь
ГЕС Сяолунминь (小龙门水电站) — гідроелектростанція на півдні Китаю у провінції Сичуань. Знаходячись між ГЕС Фин'і (вище по течії) та ГЕС Цінцзюй, входить до складу каскаду на річці Цзялінцзян, лівій притоці Цзіньша (верхня течія Янцзи).
У межах проєкту долину річки перекрили комбінованою греблею довжиною 1287 м, яка включає бетонну секцію у річищі та прилягаючу до неї праворуч насипну частину. По центру греблі (біля правого берега) облаштований судноплавний шлюз із розмірами камери 120 × 16 метрів.
Біля лівого берега у греблю інтегрований машинний зал, в якому розмістили чотири бульбові турбіни потужністю по 13 МВт. Вони використовують напір у 5 метрів та забезпечують виробництво 251 млн кВт·год електроенергії на рік.